# ملیبو میچ
جنیفر جید رابرتز (به انگلیسی: Jennifer Jade Roberts؛ زادهٔ ۴ مارس ۱۹۹۱) که به‌طور حرفه‌ای با نام ملیبو میچ (به انگلیسی: Maliibu Miitch) شناخته می‌شود، رپر و خواننده-ترانه‌پرداز آمریکایی است. وی در شارلوت، کارولینای شمالی چشم بر جهان گشود و در نیویورک بزرگ شده و رپ‌خوانی را از سال ۲۰۰۹ آغاز نموده‌است. او قبل از حرفهٔ انفرادی عضو گروهٔ دونفرهٔ هیپ هاپ ملیبو ان هلن می‌بود.